# Jules Berger
Jules Berger (* 26. April 2002) ist ein deutscher Taekwondoin und aktiver Wettkämpfer in der Formenlauf-Disziplin Freestyle-Pumsae.

## Sportliche Laufbahn
Jules Berger begann 2007 mit der koreanischen Kampfkunst Taekwondo, nachdem er sich zunächst im Fußball versucht hatte. Seine ersten Trainingseinheiten absolvierte er bei Aita Budo Sports in Mommenheim und trainierte dann bis 2019 bei Taepung TKD Rheinhessen. 2019 wechselte er zur KSG Taepoong Germany und ist seit demselben Jahr Mitglied der deutschen Nationalmannschaft. Berger ist seit 2019 Landeskampfrichter in Baden-Württemberg.
Im Jahr 2019 nahm Berger an seinem ersten internationalen Turnier teil, den Austrian Open Poomsae in Wien, wo er den ersten Platz im Freestyle-Einzel-Wettbewerb der Junioren belegte. Bei den Pumsae-Europameisterschaften 2021 in Seixal belegte Berger den 8. Platz im Freestyle-Wettbewerb der Senioren. 2022 startete er in derselben Kategorie bei den Pumsae-Weltmeisterschaften in Goyang und verpasste knapp das Finale.
Berger nahm 2023 an den Welthochschulspielen in Chengdu teil und belegte im Teamwettbewerb der Männer (Synchronteam) den 10. Platz in den traditionellen Pumsae. Bei den Europameisterschaften 2023 in Innsbruck gewann Berger eine Bronzemedaille im Freestyle-Wettbewerb der Männer und als Teil des gemischten Teams (bestehend aus fünf Teammitgliedern, mindestens zwei Männern und zwei Frauen) eine Silbermedaille im Freestyle-Team-Wettbewerb an der Seite von Pia Hoffmann, Ana Catalina Pohl, Leah Lawall und Julius Müller.
2024 startete er als Teil des Mixed-Freestyle-Teams bei den Pumsae-Weltmeisterschaften in Hongkong, mit welchem er den fünften Platz im Halbfinale und letztlich den siebten Platz im Finale der besten acht erreichte.

## Ehrungen
- 2024: Leistungssport-Ehrennadel in Gold der Deutschen Taekwondo Union.[9]